# Stolnik wielki koronny
Stolnik wielki koronny (łac. dapifer Regni) – urząd dworski Korony Królestwa Polskiego I Rzeczypospolitej.
Do jego kompetencji należało nakrywanie stołu królewskiego. W czasach nowożytnych urząd stał się czysto honorowym, a powinności stolnika ograniczały się do honorowej asysty w uroczystościach i ceremoniach dworskich.